# Cisne

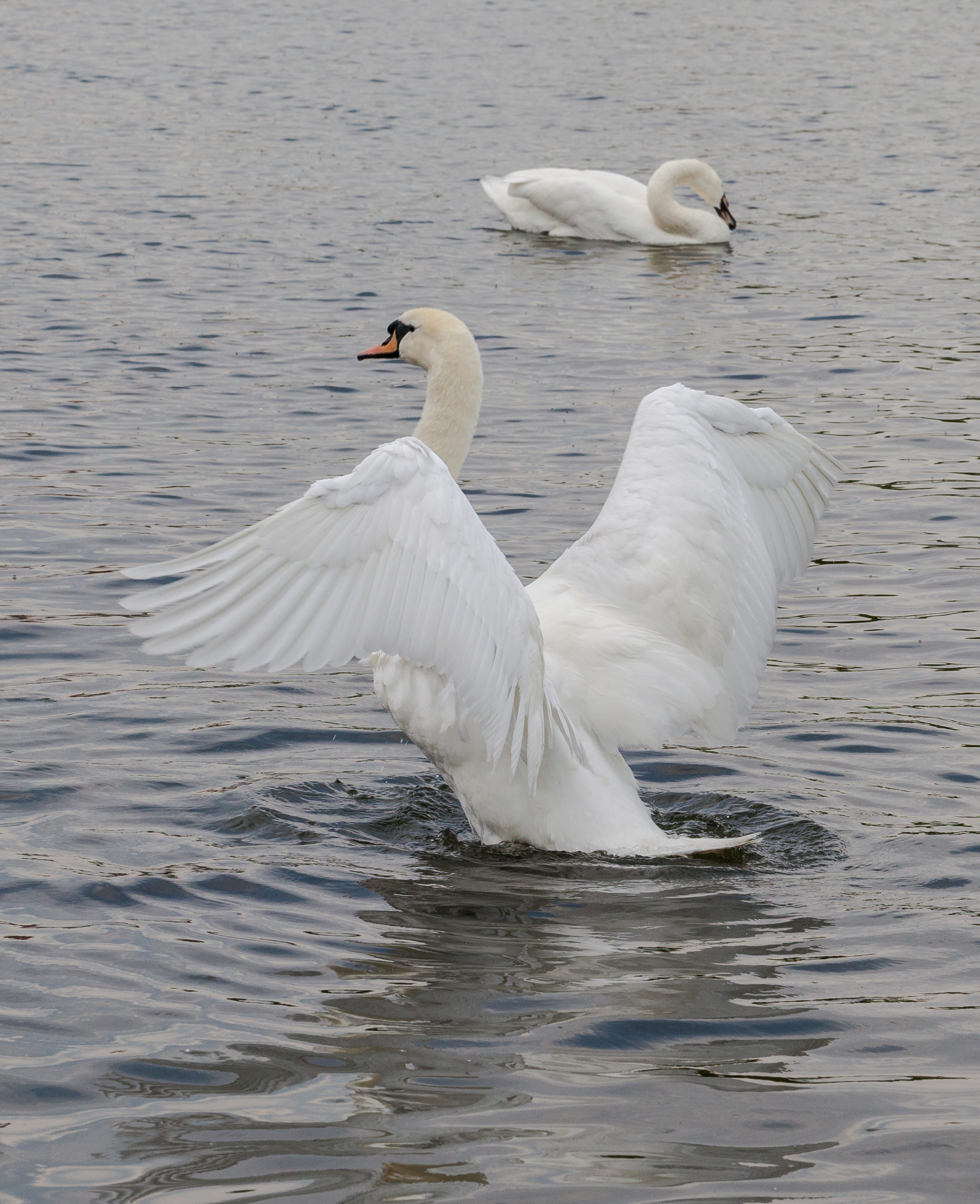
Cisne (Cygnus olor) en el Palacio de Nymphenburg, Múnich, Alemania.

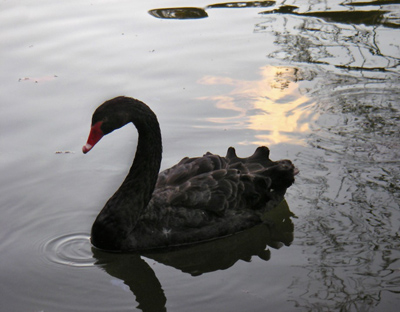
Cisne negro en el parque de El Retiro de Madrid.

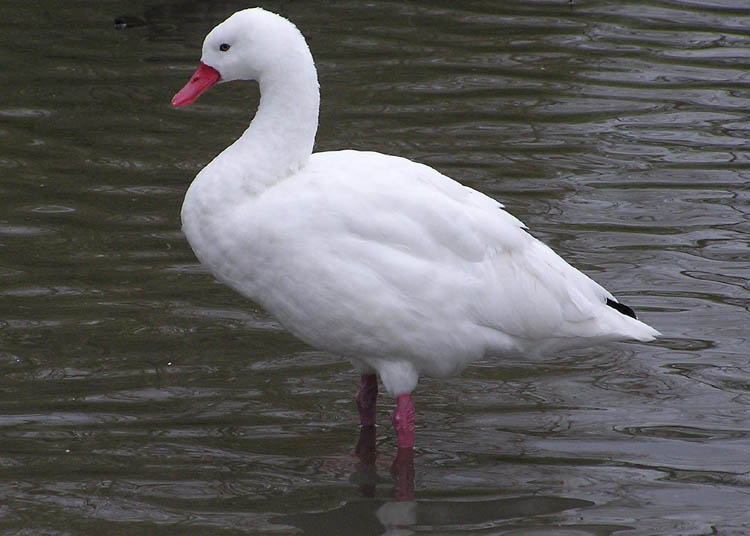
Cisne coscoroba.

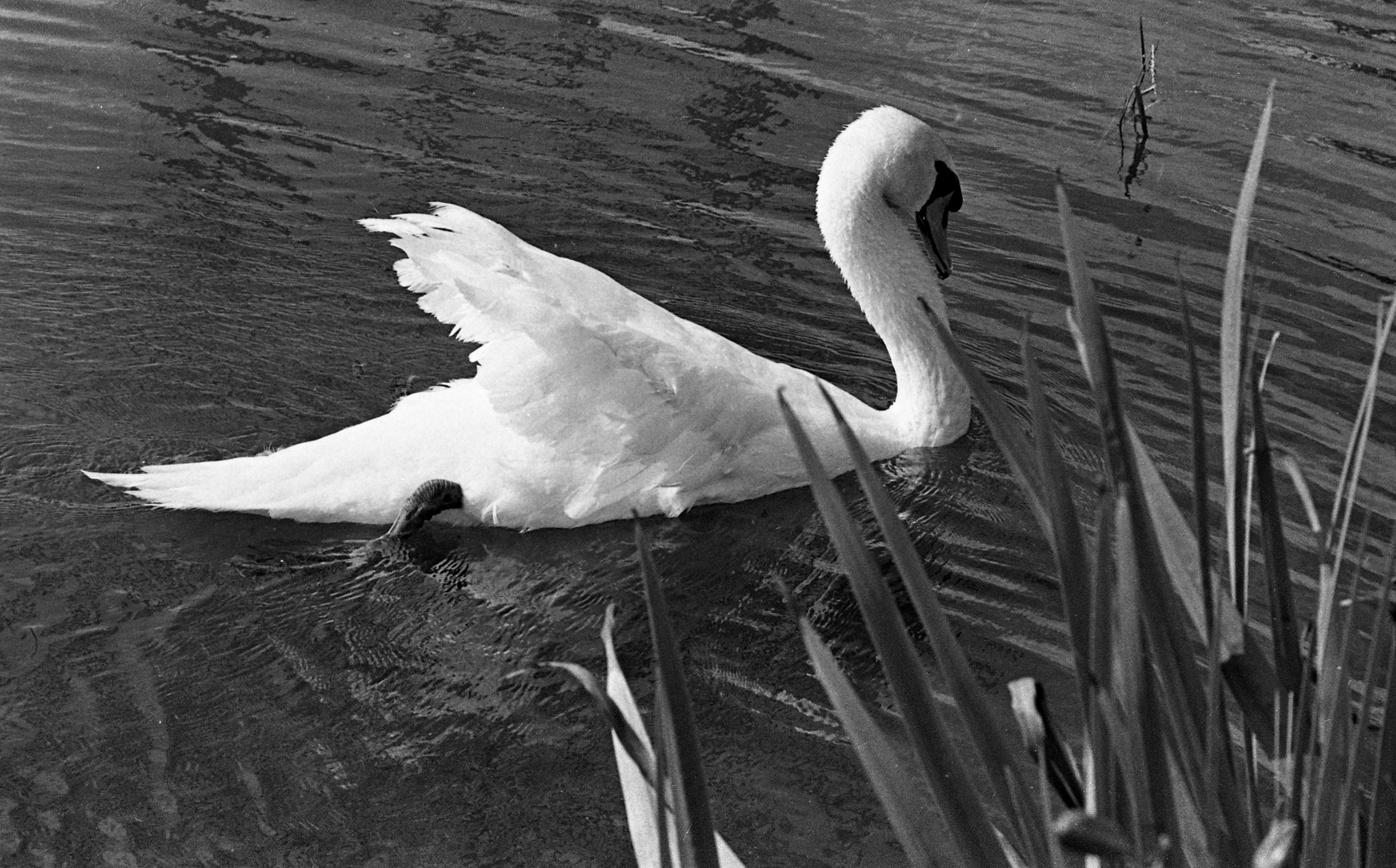
Cisne en Israel, 1969

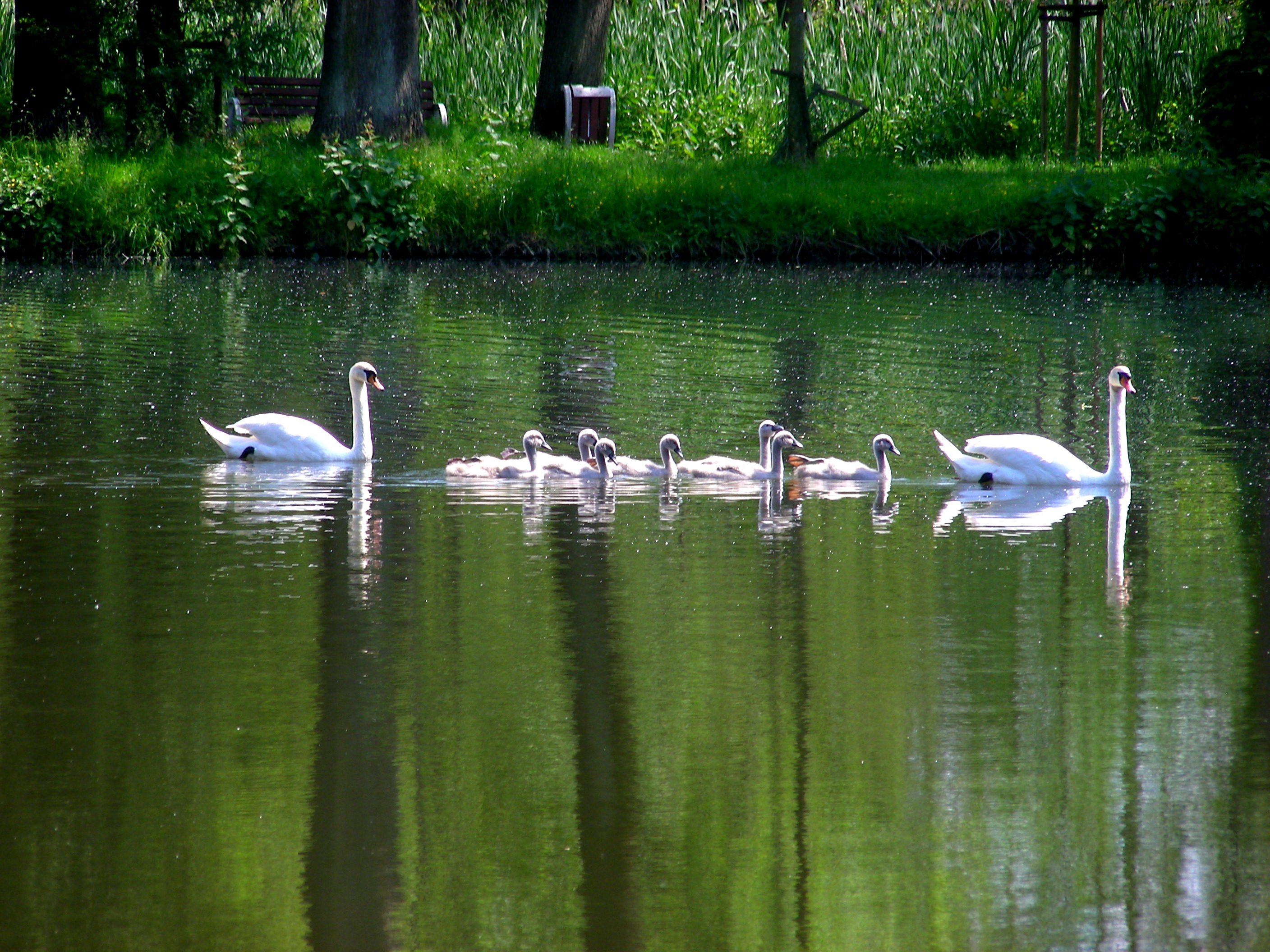
Cisne (Cygnus olor), en parque, Pruszków, Polonia, 3.06.2022

Cisne es el nombre común de varias aves anseriformes de la familia Anatidae. Son aves acuáticas de gran tamaño. La mayoría de las especies pertenecen al género Cygnus.

## Descripción

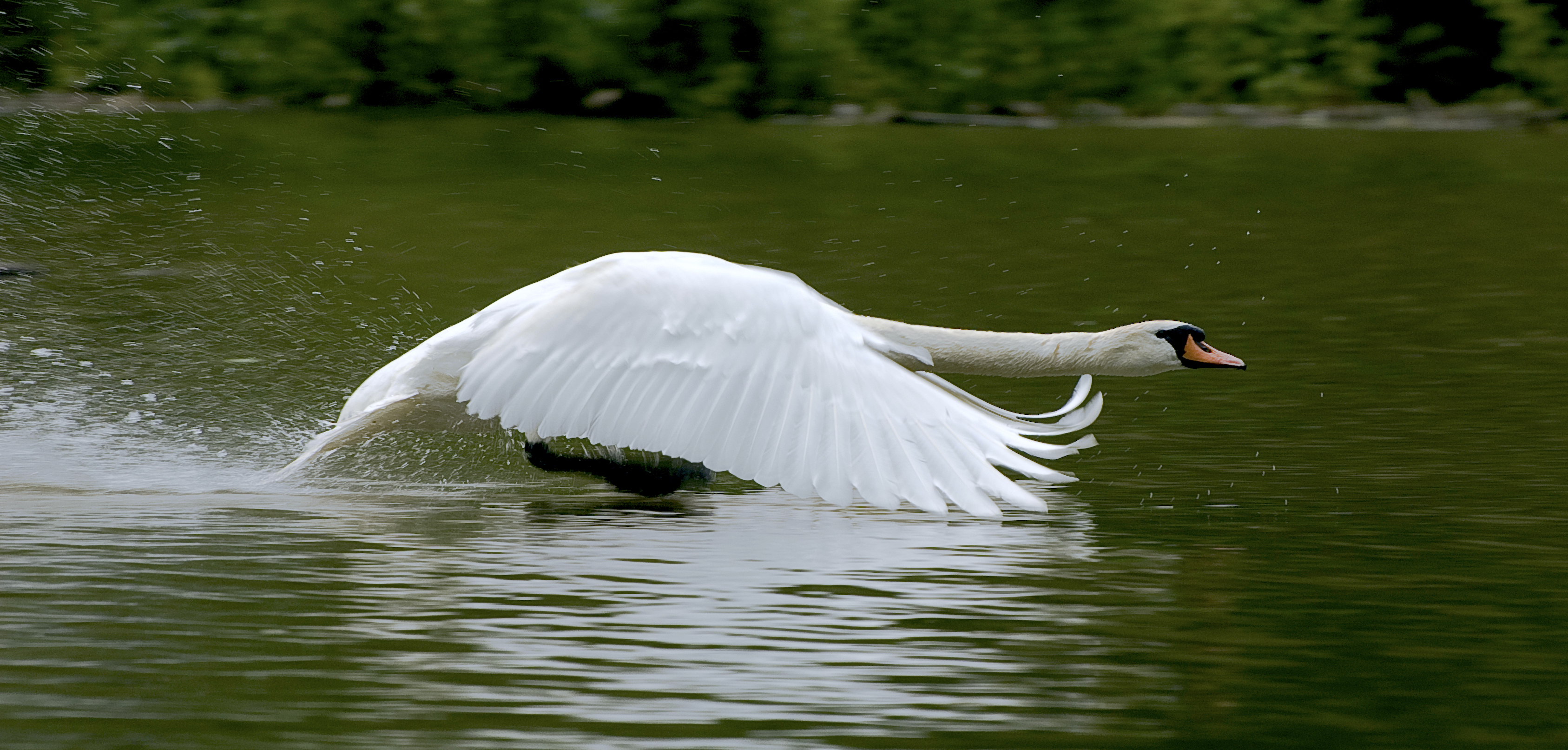
Cisne vulgar aterrizando en el agua. Debido al tamaño y al peso de la mayoría de los cisnes, se necesitan grandes extensiones de tierra o de agua para poder despegar y aterrizar con éxito.

Los cisnes son los miembros más grandes de la familia de las aves acuáticas Anatidae, y se encuentran entre las mayores aves voladoras. Las especies vivas más grandes, como el cisne vulgar, el cisne trompetero y el cisne cantor, pueden alcanzar una longitud de más de 1,5 m y pesar más de 15 kg. La envergadura de sus alas puede superar los 3,1 m (10,2 pies). En comparación con los gansos, estrechamente relacionados, son mucho más grandes y tienen las patas y el cuello proporcionalmente más grandes. Los adultos también tienen un parche de piel sin plumas entre los ojos y el pico. Los sexos son iguales en plumaje, pero los machos suelen ser más grandes y pesados que las hembras.
La especie de cisne más grande de la historia fue el extinto Cygnus falconeri, un cisne gigante no volador conocido por los fósiles encontrados en las islas mediterráneas de Malta y Sicilia. Se cree que su desaparición se debió a fluctuaciones climáticas extremas o a la llegada de depredadores y competidores superiores.
Las especies de cisnes del hemisferio norte tienen un plumaje blanco puro, pero las del hemisferio sur tienen una mezcla de blanco y negro. El cisne negro australiano (Cygnus atratus) es completamente negro excepto por las plumas de vuelo blancas de sus alas; los polluelos de los cisnes negros son de color gris claro. El cisne de cuello negro sudamericano tiene el cuerpo blanco con el cuello negro.
Las patas de los cisnes son normalmente de un color gris negruzco oscuro, excepto en el caso del cisne sudamericano de cuello negro, que tiene las patas rosadas. El color del pico varía: las cuatro especies subárticas tienen el pico negro con cantidades variables de amarillo, y todas las demás tienen un patrón rojo y negro.
Aunque las aves no tienen dientes, los cisnes, al igual que otras Anatidae, tienen picos con bordes dentados que parecen pequeños "dientes" como parte de sus picos que utilizan para atrapar y comer plantas acuáticas y algas, pero también moluscos, peces pequeños, ranas y gusanos. En el cisne vulgar y en el cisne de cuello negro, ambos sexos tienen una protuberancia carnosa en la base del pico en la mandíbula superior, conocida como perilla, que es más grande en los machos, y depende de la condición, cambiando estacionalmente.

## Especies de cisnes
Varias especies de aves son conocidas como cisne:
- Cisne chico (Cygnus columbianus) - Ártico: Norteamérica, Europa y Asia, inverna en el sur.
- Cisne de Bewick (Cygnus bewickii) - Siberia, inverna en las costas del mar del Norte, mar Caspio y mar Amarillo y Japón. Algunos la consideran subespecie de C. columbianus.
- Cisne cantor (Cygnus cygnus) - Subártico: Europa y Asia, inverna en el sur.
- Cisne trompetero (Cygnus buccinator) - Subarctico América del Norte, inverna en el sur.
- Cisne vulgar (Cygnus olor) - Europa templada y Asia, residente.
- Cisne negro (Cygnus atratus) - Australia, residente o nómada.
- Cisne negro de Nueva Zelanda (Cygnus sumnerensis†) - Posiblemente islas Chatham, extinto en época prehistórica; también considerada subespecie de Cygnus atratus (Cygnus atratus sumnerensis). En Nueva Zelanda se introdujo posteriormente la forma australiana Cygnus atratus.
- Cisne cuellinegro (Cygnus melancoryphus) - Sudeste de Sudamérica, inverna en el norte.
- Cisne coscoroba (Coscoroba coscoroba) - Sur y centro de Sudamérica, inverna en el norte.
- Podría dar lugar a confusión con el ánsar cisne o ganso-cisne (Anser cygnoides), propio de Asia oriental, que no es propiamente un cisne.[9]

## Mitología

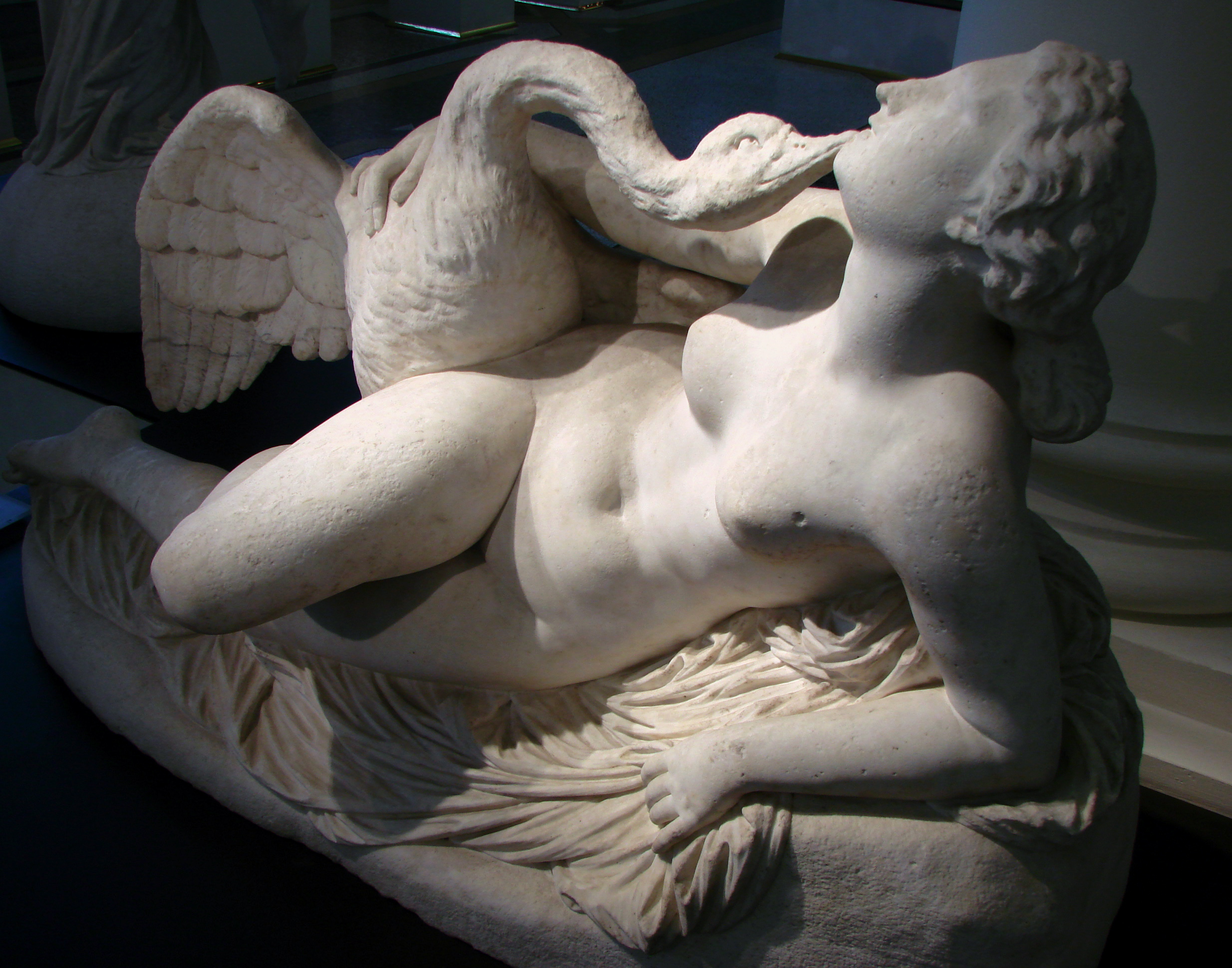
Leda con el cisne.

El cisne era un ave consagrada a Apolo, como dios de la música, porque se creía que el cisne poco antes de morir cantaba melodiosamente. Por esto dijo Pitágoras que esta ave se asemejaba a un alma que jamás muere y que su canto antes de morir viene de la alegría que experimenta porque va a ser librada de su cuerpo mortal. Platón parece ser de la misma opinión y algunos otros dicen que está consagrada a Apolo, porque goza del don de prever los bienes de la otra vida de los cuales espera gozar después de su muerte. 
Ovidio coloca a los cisnes en los Campos Elíseos. Estaban también consagrados a Venus, ya por su maravillosa blancura, ya por su temperamento bastante semejante al de la diosa del placer. La carroza de Venus es tirada algunas veces por cisnes. Zeus se transformó en esta ave para seducir a Leda.